# Красногірка (Керченський район)
Красногі́рка (до 1945 — Кєнєґє́з, крим. Kenegez) — село Керченського району Автономної Республіки Крим.
Відстань від райцентру до населеного пункта становить 54 кілометрів по прямій.
Розташоване за 7 км на північ від залізничної станції Сім Колодязів. За півтора кілометри від села проходить автодорога Керч-Феодосія.
За даними сільради на 2009 рік, площа 5,9 тис. га, населення 920 осіб, кількість дворів 353.
День села 24 серпня.
Нині у селі розташовані: Будинок культури, загальноосвітня школа, якою навчається 110 учнів; дитячий садок, фельдшерсько-акушерський пункт.

## Мова
Розподіл населення за рідною мовою за даними перепису 2001 року:
| Мова              | Відсоток |
| ----------------- | -------- |
| українська        | 9.72 %   |
| кримськотатарська | 30.46 %  |
| російська         | 56.51 %  |
| інші              | 0.9 %    |

## Історія
Поблизу сусіднього села Карса виявлено залишки двох поселень доби ранньої і пізньої бронзи.
Село відомо з часів Кримського ханства, в останній його період Кенекес входив до Арабатського кадилика Кефінського каймаканства, перша документальна згадка села зустрічається в Камеральному Описі Криму… 1784 року.
За Відомістю про кількість селищ, назви оних, у них дворів … що у Феодосійському повіті від 14 жовтня 1805 року, в селі Коп-Кенегез був 21 двір і 100 жителів.
В результаті еміграції кримських татар внаслідок політики російської адміністрації, особливо масової після Кримської війни 1853—1856 років, село заселено росіяннами з різних місць, тоді ж у селі з'явилася німецька католицько-лютеранська колонія. Відповідно до «Списку населених місць Таврійської губернії за даними 1864 року», складеному за результатами VIII ревізії 1864 року, Коп-Кенегез (або Полтарач) — володарське село німецьких колоністів з 12 дворами та 38 жителями при криницях.
Згідно зі Списком населених пунктів Кримської АРСР за Всесоюзним переписом 17 грудня 1926 року, в селі числилося 95 дворів, з них 89 селянських, населення становило 426 осіб (211 чоловіків та 215 жінок). У національному відношенні враховано: 376 німців, 12 росіян, 6 українців, 16 вірмен, 2 євреї, 1 білорус, 7 записано у графі «інші», діяла німецька школа.
У 1941 році німці з села були депортовані, у 1944 році село заселили російськими колгоспниками.
21 серпня 1945 року Указом Президії Верховної Ради РРФСР Кенегез було перейменовано на Красногірку.
У 1960 р. створено колгосп «Червоний прапор», у якому процвітало рослинництво і тваринництво, функціонували ремонтні майстерні.
У 2023 році у проєкті Постанови Верховної Ради України «Про перейменування деяких населених пунктів Автономної Республіки Крим» село запропоновано перейменувати на Кенегез.